# 스베토자르 마로비치
스베토자르 마로비치(몬테네그로어: Svetozar Marović / Светозар Маровић, 문화어: 스베또자르 마로위츠, 1955년 3월 31일 ~ )는 몬테네그로의 변호사이자 정치인으로, 2003년부터 2006년까지 세르비아 몬테네그로의 대통령을 지냈다. 2006년 6월, 몬테네그로의 독립 선언으로 공식적인 대통령 임기가 종료되었다.
1995년부터 2001년까지 몬테네그로 의회 의장을 지냈으며, 2003년 세르비아 몬테네그로의 초대 대통령으로 선출되었다.

## 같이 보기
- 세르비아 몬테네그로

| 전임 보이슬라브 코슈투니차 | 제5대 세르비아 몬테네그로 대통령 2003년 3월 7일 ~ 2006년 6월 3일 | 후임 (폐지) (세르비아 대통령) 보리스 타디치 (몬테네그로 대통령) 필리프 부야노비치 |

| 전임 드라기샤 페시치 | 제6대 세르비아 몬테네그로 총리 2003년 3월 7일 ~ 2006년 6월 3일 | 후임 (폐지) (세르비아 총리) 보이슬라브 코슈투니차 (몬테네그로 총리) 밀로 주카노비치 |